# Golf El Kantaoui
Le golf El Kantaoui (arabe : غولف القنطاوي) est un terrain de golf de 18 trous situé au Port El-Kantaoui en Tunisie. Il est réalisé en 1980 par l'architecte Ronald Fream sur 130 hectares à flanc de collines.